# Old Alresford
Old Alresford – wieś w Anglii, w hrabstwie Hampshire, w dystrykcie Winchester. Leży 16 km na wschód od miasta Winchester i 86 km na południowy zachód od Londynu. Miejscowość liczy 599 mieszkańców.